# Beetlejuice Beetlejuice
A Beetlejuice Beetlejuice 2024-ben bemutatott amerikai horror-filmvígjáték, amelyet Tim Burton rendezett, a Beetlejuice – Kísértethistória (1988) című film folytatásaként. A főbb szerepekben Michael Keaton, Winona Ryder, Catherine O’Hara, Justin Theroux és Monica Bellucci látható.
Az Amerikai Egyesült Államokban 2024. szeptember 6-án a Warner Bros. Pictures, míg Magyarországon egy nappal korábban, szeptember 5-én mutatták be a mozikban, az InterCom Zrt. forgalmazásában.

## Cselekmény
Lydia Deetz a házigazdája a Szellemház nevű természetfeletti talk show-nak, amelyet barátja, Rory készít. Egy szegmens felvétele közben Lydia látomásokat lát a közönségben a Betelgeuse szellemről, aki több mint harminc évvel korábban kísértette a családját.
Nem sokkal később Delia, Lydia mostohaanyja megosztja a hírt apja, Charles haláláról, akit egy cápa evett meg. Útban Winter Riverbe a temetési szertartásra, a Deetz család túlélő tagjai felveszik Lydia elhidegült lányát, Astridot az internátusból. A gyászszertartást követően Rory megkéri Lydia kezét, aki vonakodva elfogadja, Astrid pedig elmenekül és találkozik Jeremyvel, aki az esküvő előtt meghívja őt magához. Halloweenkor Astrid megtudja, hogy Jeremy egy szellem, aki a segítségét kéri, hogy helyreállítsa az életét. Megígéri Astridnak, hogy ha segít neki, újra találkozhat az apjával, Richarddal, aki két évvel korábban eltűnt Dél-Amerikában. Ők ketten belépnek a túlvilágra, miután Astrid elmond egy varázsigét a nemrég elhunytak kézikönyvéből. Lydia felfedezi Jeremy gyilkos múltját, és vonakodva kéri Betelgeuse-t, hogy segítsen Astrid visszaszerzésében. Betelgeuse beleegyezik, de azt követeli, hogy Lydia menjen hozzá feleségül, így a férfi a halandó világban maradhat, és a túlvilágon elkerülheti bosszúszomjas volt feleségét és gyilkosát, Delorest.
Lydia beleegyezik a házasságba. Betelgeuse és Lydia pedig a túlvilági vasútállomásra megy, hogy megakadályozzák Astridot abban, hogy felszálljon a "lélekvonatra", amely a lelkeket a túlvilágra szállítja. A varázsige elmondásával Astridot rávették, hogy helyet cseréljen Jeremyvel, hogy az visszanyerje az életét. Miközben a peronra kísérik, Astrid észreveszi, hogy az állomás egyik alkalmazottja Richard, aki megmenti Lydiát és Astridot, és segít nekik visszatérni Winter Riverbe. Betelgeuse, aki Jeremy-t a pokolba küldte, Delia segítségét kéri, hogy visszatérhessen a halandók világába, miután egy kígyómarás miatt a túlvilágra küldte.
Egy közeli templomba Lydia és Astrid érkezik, miközben Rory az oltárnál várakozik. Betelgeuse Delia segítségével eltéríti az esküvőt, és igazságszérumot fecskendez Roryba, hogy felfedje szándékát, hogy Lydiát a pénzéért veszi feleségül. A feldühödött Lydia megüti Roryt. Miközben Betelgeuse arra készül, hogy feleségül vegye Lydiát, egy dühös Delores érkezik, hogy szembeszálljon vele. Astrid a kézikönyv segítségével egy homokféreget ereszt a templomba, amit Betelgeuse eltérít, és az egészben felfalja Delorest és Roryt. A szertartás meghiúsul, mivel Lydia és Astrid felfedik, hogy Betelgeuse megszegte a kézikönyv szabályait és a szerződését azzal, hogy Lydiát a túlvilágra hozta, így Lydia visszaküldheti őt a túlvilágra. Ezután Lydia és Astrid megerősítik Deliát a szeretetükről, amint az átmegy a túlvilágra, ahol újra találkozik Charles-szal, mielőtt felszáll a lélekvonatra, hogy a mennyországba menjen.
Nem sokkal később Lydia leforgatja a Szellemház utolsó epizódját, és inkább Astriddal tölti az idejét. Ennek ellenére Lydiának továbbra is rémálmai vannak Betelgeuse-ról, köztük egy álom, amelyben Astrid hozzámegy egy Vlad nevű férfihoz, majd megszüli Betelgeuse gyermekét. Miután felébredt az ágya szélére néz traumatizáltan.

## Szereplők
| Szereplő             | Színész          | Magyar hang         | Leírás |
| -------------------- | ---------------- | ------------------- | --- |
| Betelgeuse           | Michael Keaton   | Csankó Zoltán       | Túlvilági szellem és "bio-ördögűző", aki feleségül akar venni valakit az élők birodalmából. |
| Lydia Deetz          | Winona Ryder     | Pálfi Kata          | Egykori gót tinédzser, aki 1988-ban majdnem hozzáment Betelgeuse-hoz, Astrid Deetz édesanyja és a Szellemház háziasszonya.                                                                                              |
| Delia Deetz          | Catherine O’Hara | Vándor Éva          | Lydia mostohaanyja, Astrid mostohanagyanyja és Charles Deetz özvegye, aki egy igazi művészeti kiállítás háziasszonya egy londoni galériában.                                                                            |
| Astrid Deetz         | Jenna Ortega     | Staub Viktória      | Lydia tinédzser lánya és Delia mostohaunokája. |
| Rory                 | Justin Theroux   | Zámbori Soma        | Lydia jelenlegi barátja és televíziós producer. |
| Delores LaVerge      | Monica Bellucci  | Létay Dóra          | Betelgeuse volt felesége, aki életében egy titokzatos nő és egy lélekszívó boszorkány volt, aki évszázadokkal korábban, a fekete pestis idején megmérgezte Betelgeuse-t, mielőtt az bosszúból egy fejszével megölte őt. |
| Wolf Jackson         | Willem Dafoe     | Epres Attila        | Szellemdetektív, aki életében egy B-filmes akciósztár volt. |
| Jeremy Frazier       | Arthur Conti     | Katona Péter Dániel | Fiatal fiú, aki Astrid szerelme. |
| Damien atya          | Burn Gorman      | Pataki Ferenc       | Tiszteletes Winter Riverben. |
| Jane Butterfield Jr. | Amy Nuttall      | Ruttkay Laura       | Helyi ingatlanügynök, Jane Butterfield lánya. |
| Richard              | Santiago Cabrera | Dévai Balázs        | Astrid apja és Lydia korábbi férje, aki Dél-Amerikában tűnt el. |
| Gondnok              | Danny DeVito     | Ujréti László       | Túlvilági házmester, aki öngyilkos lett. |
| Vlad                 | Filipe Cates     |                     | Vámpírnak öltözött fiatalember Erdélyből. |
| Bob                  | Nick Kellington  |                     | Zombi, aki a Neitherlandban lakik. |

### Magyar változat
A szinkront a Mafilm Audio Kft. készítette.
- Magyar szöveg: Tóth Tamás
- Hangmérnök: Cs. Németh Bálint
- Vágó: Sári-Szemerédi Gabriella
- Gyártásvezető: Cabello-Colini Borbála
- Szinkronrendező: Báthory Orsolya
- Produkciós vezető: Hagen Péter

## A film készítése
A Beetlejuice – Kísértethistória (1988) sikere után a The Geffen Film Company gyorsított ütemben készítette el a folytatást. 1990-ben két Beetlejuice-folytatás forgatókönyvére adtak megbízást: az elsőt, a Beetlejuice in Love címűt Warren Skaaren írta, aki alaposan átdolgozta az első film forgatókönyvét. Skaaren nem sokkal azután halt meg, hogy leadta a forgatókönyvének első vázlatát. Ugyanebben az évben Tim Burton felbérelte Jonathan Gemst, hogy írjon egy lehetséges Beetlejuice-folytatást Beetlejuice Goes Hawaiian címmel. Michael Keaton és Winona Ryder beleegyezett a filmbe, azzal a feltétellel, hogy Burton rendezi, de mind ő, mind Keaton elfoglalt lett a Batman visszatér című film miatt.
Burton még 1991 elején is érdeklődött a Beetlejuice Goes Hawaiian iránt. Lenyűgözte Daniel Waters munkája, ezért Burton megkereste őt, hogy írja át a filmet. Végül azonban leszerződtette Waters-t a Batman visszatér forgatókönyvének megírására. 1993 augusztusára David Geffen producer felbérelte Pamela Norrist, hogy írja újra forgatókönyvet. 1996-ban a Warner Bros. megkereste Kevin Smith-t, hogy írja újra a forgatókönyvet, de  visszautasította az ajánlatot. 1997 márciusában a Gems kiadott egy közleményt, mely szerint "A Beetlejuice Goes Hawaiian forgatókönyve még mindig a The Geffen Company tulajdonában van, és valószínűleg soha nem fog elkészülni. Most már amúgy sem lehetne megcsinálni. Winona túl öreg a szerephez, és csak úgy tudnák megcsinálni, ha teljesen lecserélnénk a szereplőket." Burton az évek során több más folytatás-ötletet is fontolóra vett.
2011 szeptemberében a Warner Bros. szerződtette Seth Grahame-Smith-t, azzal a szándékkal, hogy "egy olyan történetet csináljon, amely méltó a folytatáshoz". 2015 januárjában Grahame-Smith író az Entertainment Weeklynek elmondta, hogy a forgatókönyv elkészült, és hogy ő és Burton az év végéig el akarják kezdeni a Beetlejuice 2. forgatását. 2017 októberében Mike Vukadinovich-ot szerződtették a forgatókönyv újraírására.  2019 áprilisában a Warner Bros. kijelentette, hogy a folytatást félretették.
2022 februárjában ismét bejelentették a folytatást, amelyet ezúttal Brad Pitt stúdiója, a Plan B Entertainment készített a Warner Bros. mellett. 2022 októberében Burton kijelentette, hogy nem vesz részt a projektben, de napokkal később visszakozott. Burton végül visszatért a film rendezőjeként.

### Forgatás
A forgatás eredetileg 2022 közepén kezdődött volna. Végül 2023. május 18-án kezdődött el a forgatás a Princess Helena College környékén Prestonban. A külső forgatásra East Corinthban került sor 2023 közepén. 2023 júliusában a SAG-AFTRA sztrájkja miatt felfüggesztették a forgatást. 2023. november 16-án Melrose-ban folytatódott a forgatás. 2023. november 30-án Vermontban fejeződött be.